# اندلزبوچ
اندلزبوچ (به آلمانی: Andelsbuch) یک سکونتگاه مسکونی در اتریش است که در Bregenz District واقع شده‌است.

## خصوصیات
اندلزبوچ ۱۹٫۵۶ کیلومترمربع مساحت دارد ۶۱۳ متر بالاتر از سطح دریا واقع شده‌است.